# Wigmore Castle

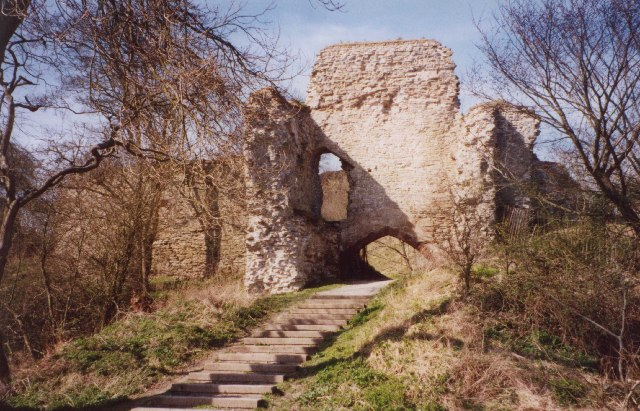
Ruinen von Wigmore Castle

Wigmore Castle ist eine Burgruine in der Nähe des Dorfes Wigmore in der englischen Grafschaft Herefordshire.

## Geschichte
Wigmore Castle wurde bald nach der normannischen Eroberung Englands, vermutlich um 1070, im Auftrag von William FitzOsbern, dem 1. Earl of Hereford und engen Verbündeten von Wilhelm dem Eroberer, errichtet. Es wurde auf wertlosem Grund an einem Ort namens Merestun, einer Siedlung an einem Mere oder See, erbaut. Zu Zeiten der Eroberung Englands gehörte das Land einem gewissen Gunnforthr oder Gunnvarthr, der auch Land in den Dörfern Lingen und Brampton Bryan besaß. Die zugehörige Siedlung Wigmore wurde vermutlich ebenfalls von FitzOsbern gegründet, möglicherweise an der Stelle einer früheren Siedlung.
Die genaue Form von FitzOsberns Burg in Wigmore ist nicht bekannt, aber, ähnlich wie bei den Befestigungen in Chepstow, Monmouth und anderswo, war sie wohl stark und bedeckte vermutlich die gleiche Fläche wie die heutige Burgruine. In diesem Falle ließ FitzOsbern einen natürlichen Tobel so umgestalten, dass er einen tiefen Graben hinter dem Mound der Motte bildete. Es wurden bisher keine Beweise für irgendwelche steinernen Verteidigungsanlagen gefunden, was zu dem Schluss führt, dass FitzOsberns Burg aus Holz gebaut war, aber es ist auch möglich, dass die dichte Vegetation und die dicken Schichten von Schutt die Fundamente eines frühen, steinernen Donjons verdecken.

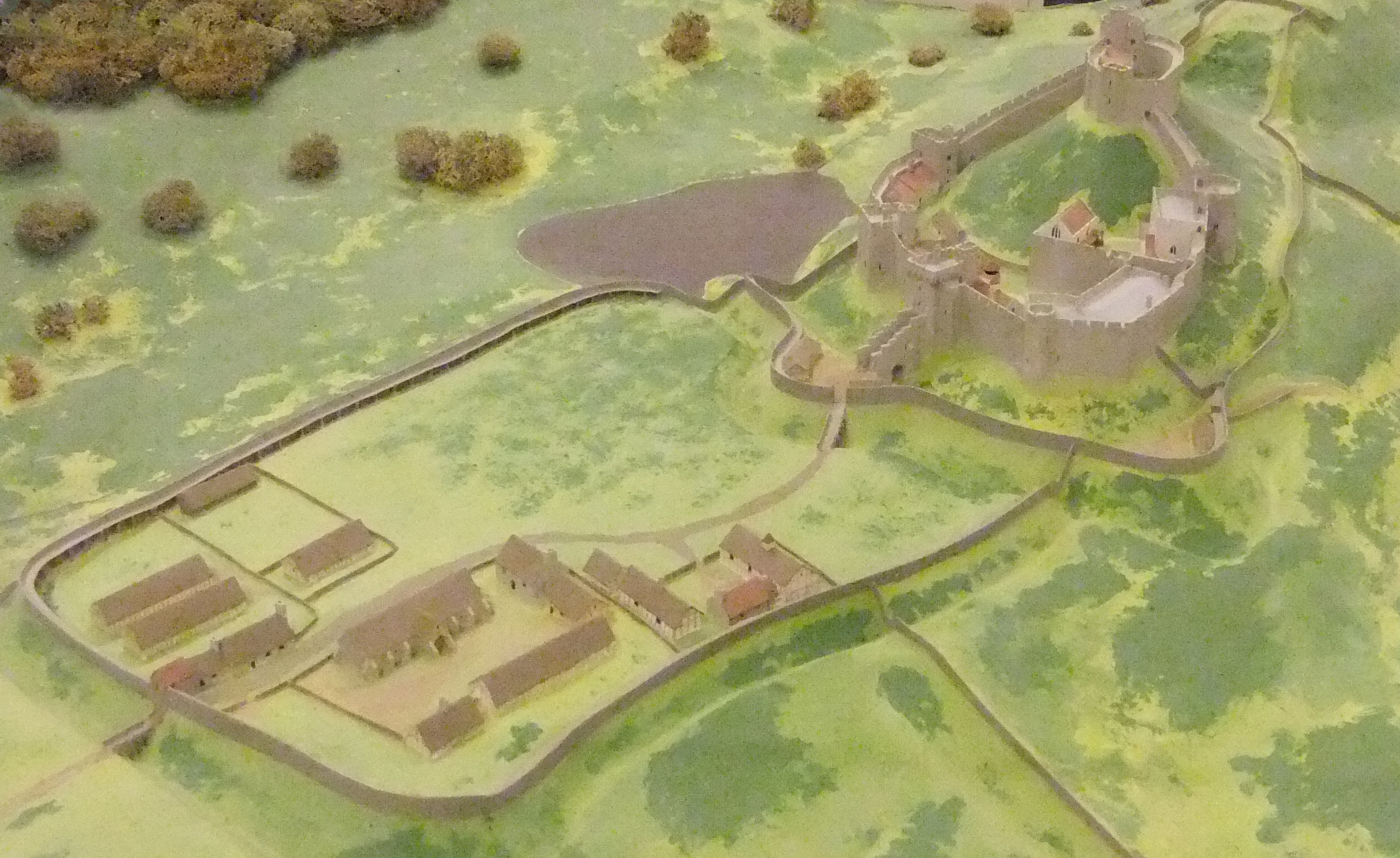
Rekonstruktion von Wigmore Castle

FitzOsbern fiel 1071 in Flandern und sein Sohn Roger de Breteuil nahm 1075 am Aufstand der Grafen teil. Nach der endgültigen Niederlage des Earls konfiszierte König Wilhelm der Eroberer die Burg und verlehnte sie an einen anderen seiner Unterstützer, Ranulph de Mortimer. Seit dieser Zeit war Wigmore Castle das Zentrum der Baronie der Mortimers, ab 1328 Earls of March.
1155 wurde die Burg von König Heinrich II. belagert, weil Hugh de Mortimer Bridgnorth Castle nicht an die Krone zurückgeben wollte. Zwei kleine Erdwerke östlich und westlich der Burgruine sind bis heute erhalten und könnten Belagerungswerke aus dieser Zeit darstellen.
Teile der Mauern wurden Ende des 12. oder Anfang des 13. Jahrhunderts in Stein neu erbaut oder wiederaufgebaut, und im weiteren Verlauf des 13. Jahrhunderts wurden weitere Arbeiten durchgeführt, vermutlich als Hugh de Mortimer (1197–1227) frisches Geld vom Königshaus für eine Garnison der Burg erhielt. Im Laufe dieser Arbeiten wurde eine Kurtine um die Motte errichtet, die heute noch in voller Höhe an der Ostseite und der Südseite zwischen dem Südturm und dem Torhaus erhalten ist.
Ende des 13. oder Anfang des 14. Jahrhunderts wurden erneut umfangreiche Arbeiten an der Burg ausgeführt. Damals gehörte sie Roger Mortimer, 1. Baron Mortimer (1231–1282), Edmund Mortimer, 1. Baron Mortimer (Regierungszeit 1282–1304), und Roger Mortimer, 1. Earl of March (1287–1330). Die Mauern wurden erhöht, das Torhaus umgebaut und weitere Gebäude auf dem Gelände errichtet wie z. B. ein großer Block, vermutlich als Wohngebäude, im inneren Burghof.
Roger de Mortimer war seinem Vater Edmund 1304 nachgefolgt und stärkte die Position der Familie beträchtlich, indem er Ludlow Castle und viele Ländereien in Irland durch seine Heirat mit Joan de Geneville hinzugewann. Roger de Mortimer war in den 1320er-Jahren Anführer der Partei gegen König Eduard II. und wurde um 1325 der Geliebte von dessen Königin Isabelle de France. Nach König Eduards Absetzung und Tod 1327 war De Mortimer als Geliebter der Königin und effektiver Stiefvater des jungen Königs Eduard III. der wichtigste Mann im Staate. 1328 hielt De Mortimer bei Wigmore Castle ein Turnier ab, an dem auch der junge König und fast alle Magnaten Englands teilnahmen.

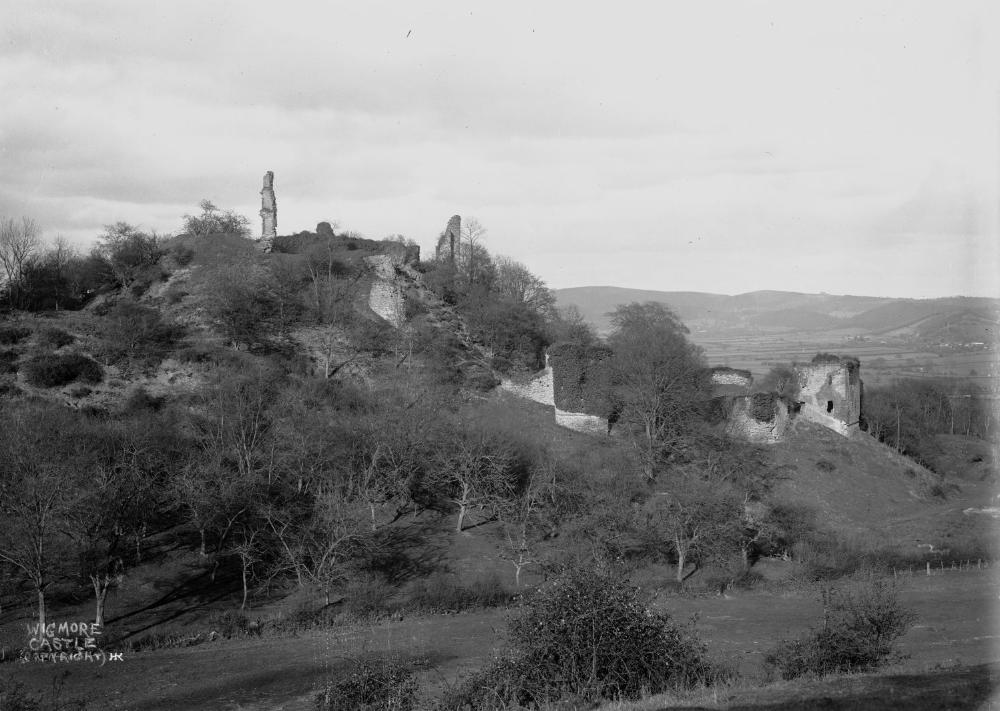
Wigmore Castle in den 1910er-Jahren

Roger de Mortimer wurde 1330 auf Geheiß König Eduards III. hingerichtet und seine Ländereien der Krone einverleibt. Eduard III. verbrachte im Sommer 1332 mehrere Wochen auf Wigmore Castle. Mortimers Enkel, ebenfalls Roger de Mortimer, erhielt 1342 Wigmore Castle und den Rest der Ländereien von der Krone zurück. Dessen Sohn Edmund de Mortimer heiratete die Enkelin König Eduards III., Phillipa. 1381 erbte deren Sohn Roger de Mortimer die Burg im Alter von 6 Jahren und wurde zum Heir Presumptive für den Fall erklärt, dass König Richard II. (der Vetter von Phillipa) kinderlos sterben sollte.
Roger de Mortimer fiel 1398 auf dem Schlachtfeld in Irland, und als die männliche Linie der De Mortimers 1424 ausstarb, fiel Wigmore Castle an Richard Plantagenet, 3. Duke of York, durch seine Mutter, Anne de Mortimer, die Schwester des letzten Roger de Mortimer.
Wigmore Castle soll 1425 in Ruinen gelegen haben, aber Ausgrabungen legen den Schluss nahe, dass dort noch Mitte des 15. Jahrhunderts Bauarbeiten durchgeführt wurden. Richard Plantagenets Sohn, Edward, Earl of March, weilte vor seinem Sieg in der Schlacht von Mortimer’s Cross 1461 ziemlich sicher auf Wigmore Castle. Er setzte König Heinrich IV. ab und wurde im selben Jahr als Eduard IV. zum König gekrönt.
Das ganze 16. Jahrhundert hindurch wurde die Burg vom Council of Wales and the Marches verwaltet und diente zeitweise als Gefängnis, auch wenn sie bereits wieder verfiel. John Dee sah die Aufzeichnungen von Wigmore Abbey 1574 in einer alten, verfallenen Kapelle in der Burg. 1595 erhielt Sir Gelli Meyrick die Burg. 1601, nach der Hinrichtung von Sir Meyrick als Verräter, verkaufte Königin Elisabeth I. Wigmore Castle an Thomas Harley aus Brampton Bryan. Dessen Sohn, Sir Robert Harley, ein Puritaner und Parlamentsabgeordneter, erbte später die Burg. Im englischen Bürgerkrieg überließ Harley die Burg seiner Gattin, Lady Brilliana Harley, die die Verteidigungsanlagen abreißen ließ, damit die Royalisten sie nicht gegen sie verwenden konnten.
Nach dem Bürgerkrieg blieb die Burg eine Ruine und wurde langsam von Bäumen und anderer Vegetation überwuchert. Im 20. Jahrhundert hatten die überwuchernde Vegetation und die Vernachlässigung die Überreste der Burg als verstreute Ruinen hinterlassen, wobei Details wie Türme, Kurtinen und das Torhaus fast nicht mehr zu unterscheiden waren.
Da Wigmore Castle in privaten Händen verblieb, wurden dort nicht, wie an anderen großen Denkmälern Ende des 19. und Anfang des 20. Jahrhunderts, in großem Stil Abholzungen durchgeführt.
1995 kam Wigmore Castle unter die Verwaltung von English Heritage. Die Regierungsorganisation ließ einige Erhaltungsarbeiten und Ausgrabungen in kleinem Umfang durchführen, sodass das Anwesen für Besucher etwas leichter zugänglich wurde. 2008 wurden zusätzlich Erläuterungstafeln aufgestellt.

## Topografie und Aufbau
Die Burg war von großer strategischer Bedeutung, da sie fast auf halbem Wege zwischen den Flüssen Teme und Lugg liegt (etwa 4 km entfernt von beiden). Von ihr aus konnte das Gebiet zwischen den Flüssen überwacht werden.
Wigmore Castle liegt auf der südöstlichen Kante eines Sporns; nördlich davon liegt Marschland, das allerdings heute entwässert ist. Die Verteidigungsanlagen der Burg wurden durch den Bau von Gräben durch den Sporn, zwischen denen die Burg errichtet wurde, zusätzlich verstärkt. Die Gräben dienten als Burggräben, wobei der nordwestliche durch einen Mound verläuft, der ebenfalls befestigt war. Diese Befestigung war ursprünglich wohl eine hölzerne Palisade, aber später wurde stattdessen ein steinerner Donjon errichtet.